# Щічний м'яз

На анімаційному зображенні голови

Щічний м'яз (лат. musculus buccinator) — тонкий чотиристоронній м'яз, розташований між верхньою і нижньою щелепами на бічній стороні обличчя. Утворює передню частину щоки чи бічну стінку ротової порожнини. Починається від альвеолярних відростків верхньощелепної і нижньощелепної кісток, а також від скронево-нижньощелепного суглоба, кріпиться до колового м'яза рота.
Латинська назва buccinator утворена від bucca («щока»). У латині існувало схоже слово bucinator (що означало «музикант, який грає на буцині, буцинатор»), яке не пов'язане з bucca, а походить від bucina («буцина»).

## Будова
Підіймається від зовнішніх поверхонь альвеолярних відростків верхньощелепних і нижньощелепної кісток, що відповідають трьом парам молярів; і від переднього краю крилонижньощелепного шва, що відділяє його від верхнього констриктора глотки.
Початок (origo): крилонижньощелепний шов і навколишні кісткові структури.
Кріплення (insertio): модіолус.
Волокна сходяться в напрямку кута рота, де центральні волокна перетинають одне одного: нижні з них продовжуються верхнім сегментом кругового м'яза, верхні — його нижнім сегментом; верхні і нижні волокна щічного м'яза, без перехрещування, переходять у верхню і нижню губи.

### Іннервація
Рухома іннервація забезпечується від щічної гілки лицевого нерва (черепний нерв VII). Чутлива іннервація здійснюється щічною гілкою нижньощелепної частини трійчастого нерва (черепний нерв V).

## Функції
Призначення щічного м'яза — відтягати назад кут рота і витягати щічну ділянку в площину, утримуючи стінку ротової порожнини біля зубів під час жування. Це сприяє удержанню їжі на змичній поверхні молярів, що важливо для процесу її подрібнення.
Бере участь у м'язових рухах під час свистання, усміху, ссання.

## Структури, що проходять через м'яз
1. Вивідна протока привушної залози (стенонова протока)
2. Молярні залози
3. Щічна гілка нижньощелепного нерва